# Scatella melanderi
Scatella melanderi är en tvåvingeart som först beskrevs av Cresson 1935.  Scatella melanderi ingår i släktet Scatella och familjen vattenflugor. Inga underarter finns listade i Catalogue of Life.